# جون فرانكلين سويفت
جون فرانكلين سويفت (بالإنجليزية: John Franklin Swift)‏ هو دبلوماسي وسياسي أمريكي، ولد في 28 فبراير 1829 في بولينغ غرين في الولايات المتحدة، وتوفي في 10 مارس 1891 في اليابان. حزبياً، نشط في الحزب الجمهوري. وقد انتخب عضو جمعية ولاية كاليفورنيا.